# أكتاليب
الأكتاليب (الاسم العلمي: Octolepis) هو جنس من النباتات يتبع الفصيلة المثنانية من رتبة الخبازيات.

## أنواع الأكتاليب
- أكتاليب أيمونيني
- أكتاليب كاسيري
- أكتاليب عشري الحراشف
- أكتاليب ثنائي المسكن
- أكتاليب إيبيتي
- أكتاليب رمحي مقلوب
- أكتاليب راتوفوسوني